# Нэрима-Касугатё (станция)
Станция Нэрима-Касугатё (яп. 練馬春日町駅 нэрима касугатё: эки) — железнодорожная станция на линии Оэдо расположенная в специальном районе Нэрима, Токио. Станция обозначена номером E-37. На станции установлены автоматические платформенные ворота.

## Планировка станции
Одна платформа островного типа и 2 пути. 
| 1 | ○ Линия Оэдо | Тотёмаэ, Роппонги, Даймон |
| 2 | ○ Линия Оэдо | Хикаригаока               |

## Близлежащие станции
| «        |  | Линия      |  | »           |
| -------- |  | ---------- |  | ----------- |
| Тосимаэн |  | Линия Оэдо |  | Хикаригаока |